# Triumph Fury
Pour les articles homonymes, voir Triumph et Fury.
La Triumph Fury est un concept car Grand tourisme (GT) roadster-cabriolet du constructeur automobile anglais Triumph, produite en 1964 à 1 exemplaire,.

## Histoire
Ce concept car est conçu par le designer italien Giovanni Michelotti, avec une carrosserie monocoque innovante et des phares escamotables, comme alternative de succession de ses précédents modèles de Triumph TR4 (1961), Triumph Spitfire 4 (1962) ou Spitfire4 Mk2 (1964).

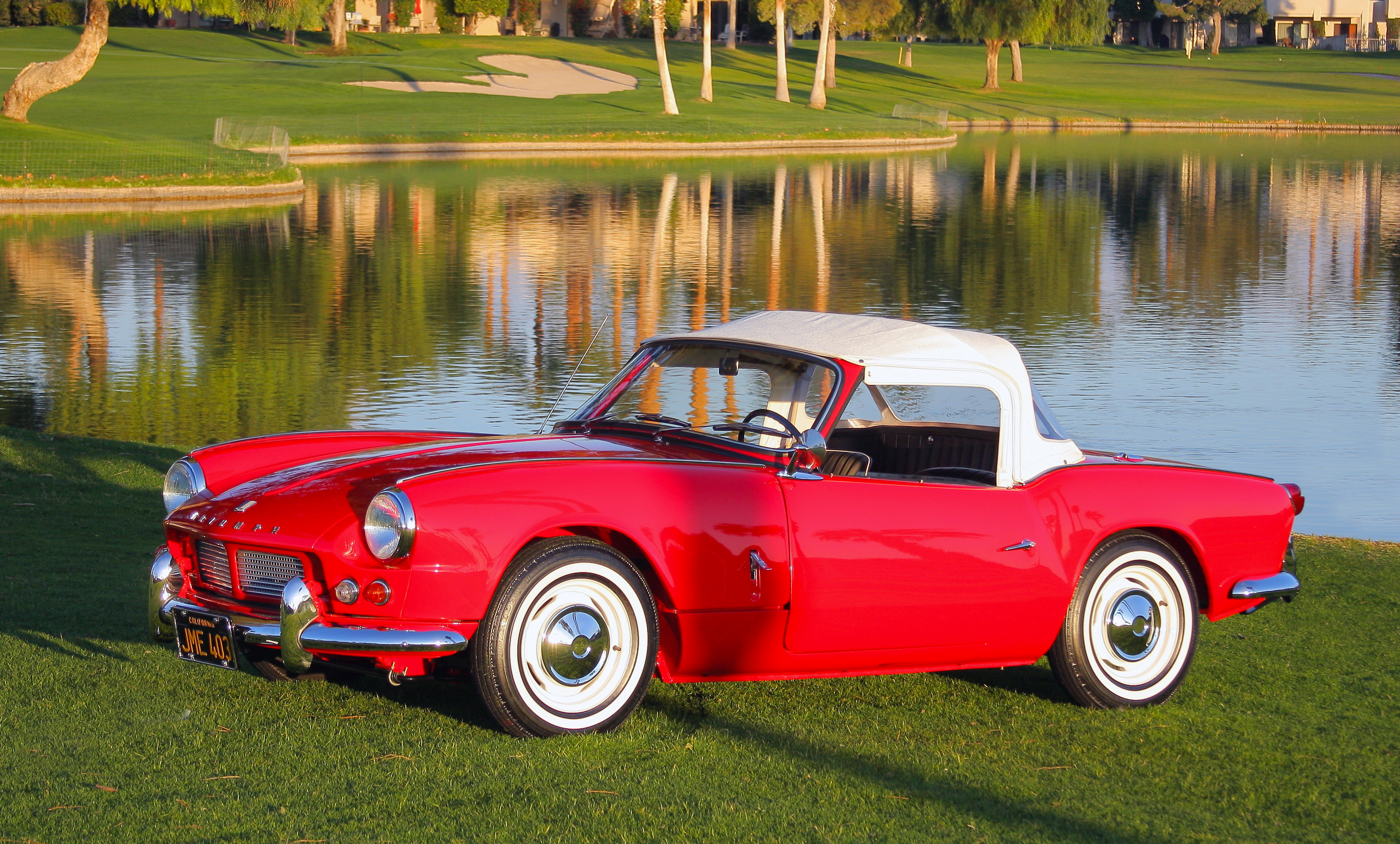
Triumph Spitfire 4 (1962).
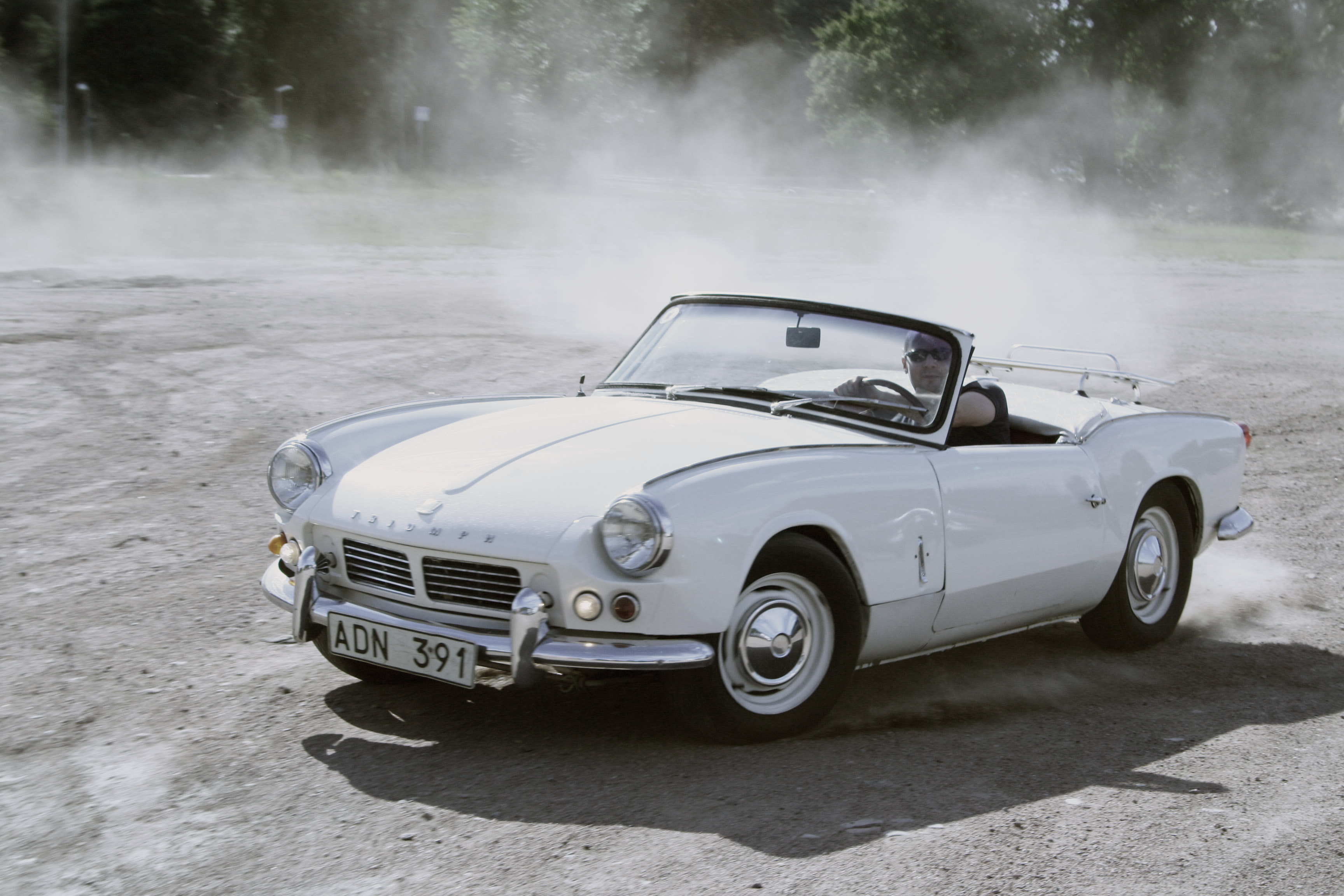
Spitfire4 Mk2 (1964).
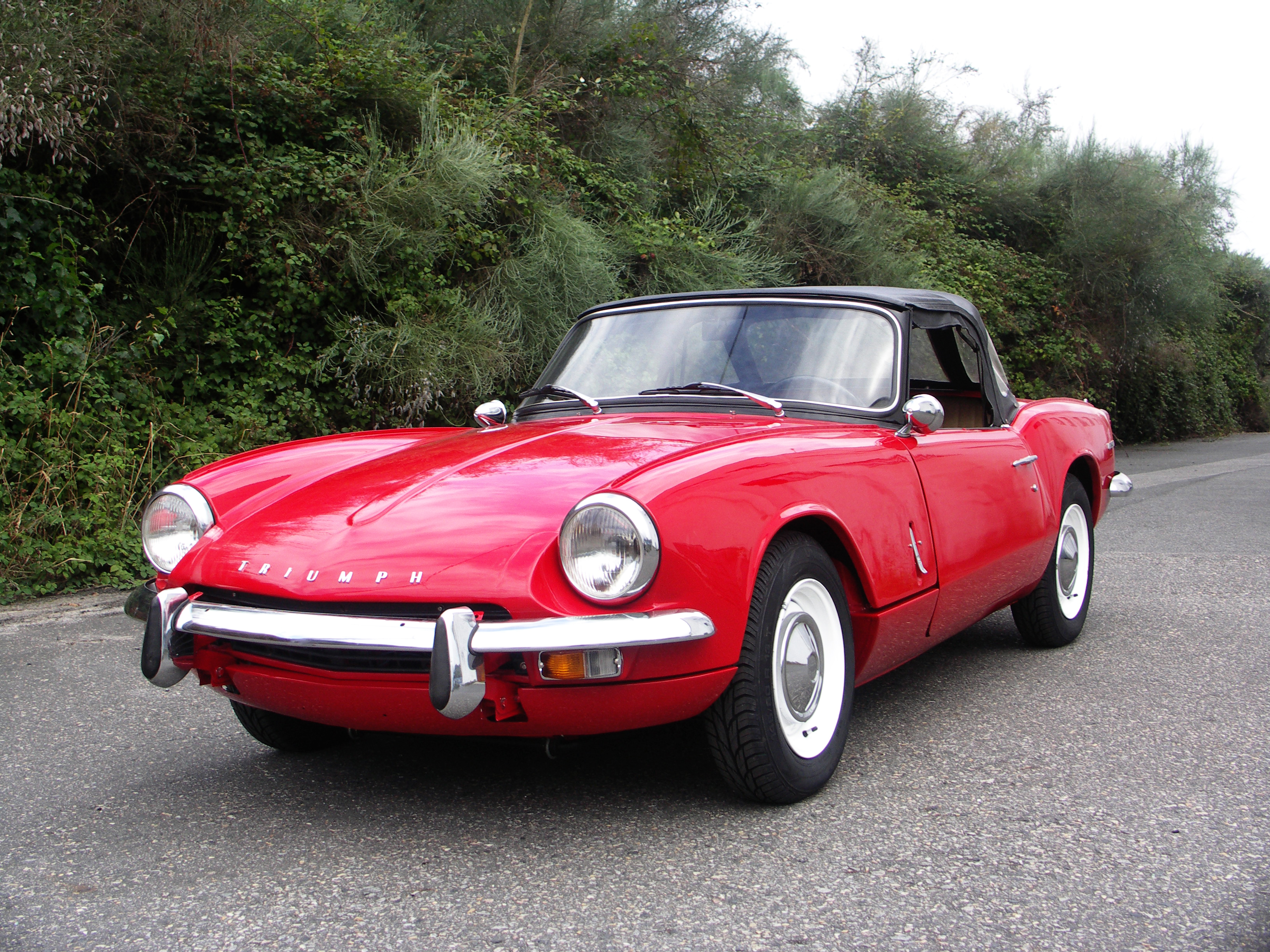
Spitfire Mk3 (1967)

Elle reprend le châssis-moteur 6 cylindres de 2 L de 95 ch des Triumph 2000 de 1963. 
C'est finalement ses modèles Triumph GT6 (1966), Triumph TR5 (1967), Triumph Spitfire Mk3 (1967) qui sont fabriqués en série, concurrentes entre autres des coupés anglais  Austin-Healey 3000 et MG MGB, italiens Fiat 124 Sport Spider et Alfa Romeo Spider (Duetto), ou français Renault Floride et Caravelle...